# Silver Creek (Minnesota)
Silver Creek – jednostka osadnicza w Stanach Zjednoczonych, w stanie Minnesota, w hrabstwie Wright.